# Arturo Altuve
Arturo Altuve (Caracas, Venezuela, 13 de abril de 1966) es un productor musical venezolano con más de 35 años de trayectoria en el mundo del espectáculo.

## Inicios
Desde su juventud estuvo interesado en el mundo de la producción musical y se dedicó a formarse y a aprender lo más posible sobre el medio. Su trayectoria empezó en la década de 1980, cuando trabajó con diversas compañías desempeñando cargos como técnico de tarima, apoyo técnico, asistente de producción y operador de audio, hasta convertirse en director técnico. También fue Gerente de Producción de Eventos Musicales en reconocidas empresas en el mundo de los espectáculos.
Adicionalmente, participó en la producción de parques emblemáticos y exposiciones, lo que enriqueció su carrera. Estas experiencias en distintos niveles lo ayudaron a conocer desde adentro el funcionamiento de la industria, los eventos sociales y corporativos, así como todos sus procesos asociados.

## Trayectoria
Una de las etapas más importantes de su carrera tuvo lugar junto al cantautor venezolano Ricardo Montaner, ganador del Grammy, durante extensas giras entre los años 1991-1997. Recorrió países como Estados Unidos, Puerto Rico, Chile, México, Costa Rica, Colombia, Perú, Ecuador, Panamá, Honduras, El Salvador, Guatemala, República Dominicana, Uruguay y Paraguay.

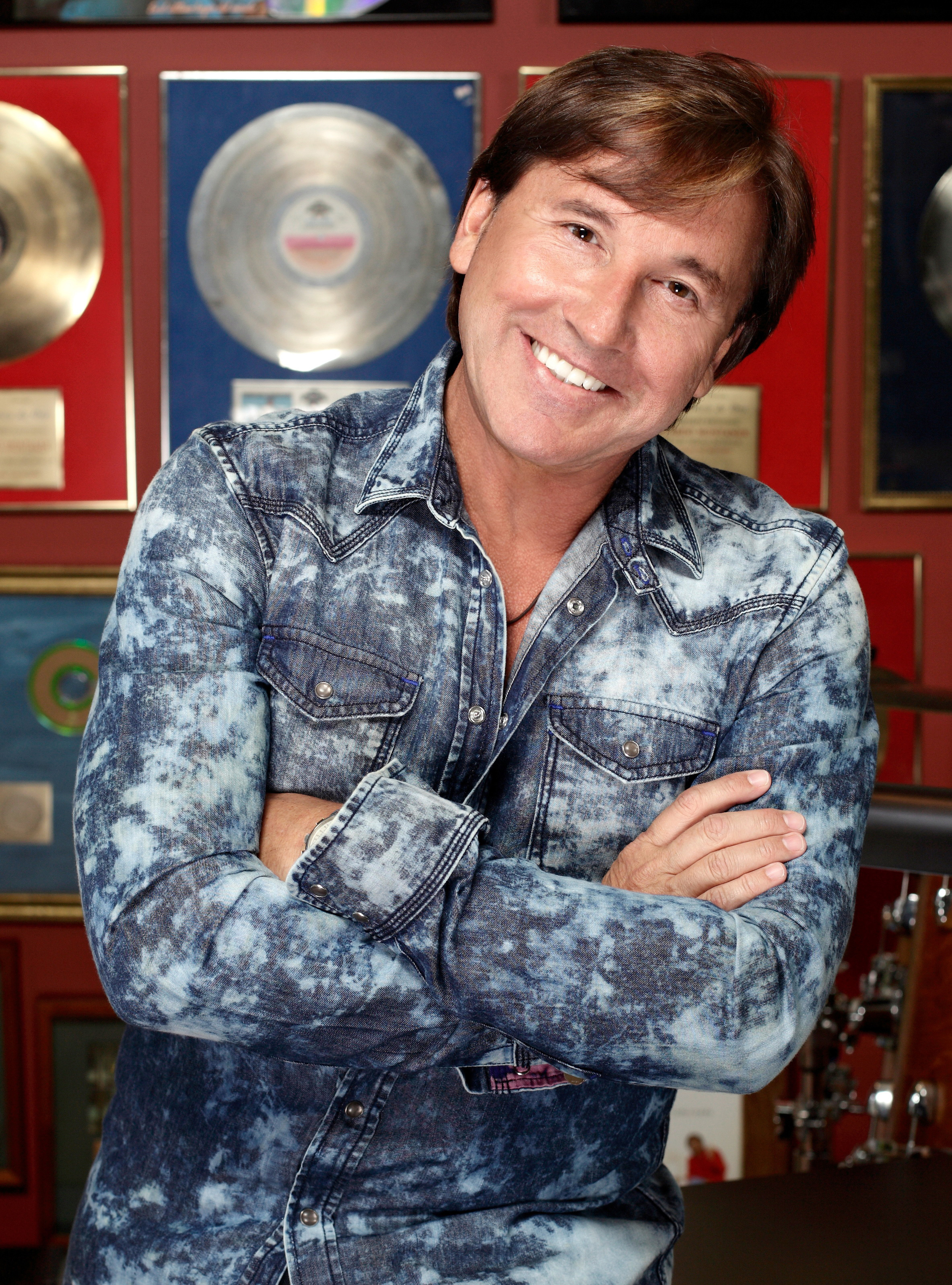
Ricardo Montaner

Arturo Altuve también ha trabajado en giras musicales con más de 40 artistas, entre los que se puede mencionar:
- Juan Luis Guerra
- Rocío Dúrcal
- Juan Gabriel
- Maná
- Luis Miguel
- Gilberto Santa Rosa
- Tony Vega
- Ricky Martin
- Juanes
- Aventura
- Don Omar
- David Bisbal
- Luis Fonsi
- Franco De Vita
- Daddy Yankee
- Tito El Bambino
- Ana Gabriel
- Marco Antonio Solís
- Julio Iglesias
- Olga Tañón
- Vicente Fernández
- Il Divo
- Michael Bolton
- Korn
- Aerosmith
- Guns & Roses
- Simple Plan
- Kiss
- 50 Cent
- Enrique Iglesias
- Charly García
- Fito Páez
- Miranda!
- Los Pericos
- Gloria Trevi
- Carlos Vives
- Ricardo Arjona
- Victor Manuelle
- Sin Bandera
- Luis Enrique

## Reconocimientos
La labor de Arturo Altuve en la producción musical fue reconocida por la Sociedad de Autores y Compositores de Venezuela en el año 2015.